# Chiton calliozonus
Chiton calliozonus är en blötdjursart som beskrevs av Henry Augustus Pilsbry 1894. Chiton calliozonus ingår i släktet Chiton och familjen Chitonidae. Inga underarter finns listade i Catalogue of Life.